# Tadeusz Tchórzewski
Tadeusz Tchórzewski (ur. 1956 r. w Warszawie) – rzeźbiarz, medalier, projektant polskich monet. 
Absolwent Państwowego Liceum Sztuk Plastycznych w Warszawie i Wydziału Rzeźby Akademii Sztuk Pięknych w Warszawie. Dyplom z wyróżnieniem uzyskał w pracowni prof. Jerzego Jarnuszkiewicza. W 2010 r. uzyskał stopień doktora sztuki w dziedzinie sztuk plastycznych na Wydziale Rzeźby ASP w Warszawie.
Zajmuje się pracą twórczą, zawodową i dydaktyczną. Jest profesorem na Wydziale Architektury Wyższa Szkoła Ekologii i Zarządzania w Warszawie. Współpracuje z Mennicą Polską, pracowniami brązowniczymi i kamieniarskimi.
W swoim dorobku posiada dużą ilość realizacji rzeźbiarskich i medalierskich. Swoje prace wielokrotnie prezentował w kraju i za granicą. Jest laureatem wielu konkursów.
W katalogach monet okresu PRL wymieniany jest jako autor rewersu 9 monet:
- okolicznościowych:
  - 100 złotych 1984 Wincenty Witos[3],
  - 100 złotych 1985 Centrum Zdrowia Matki Polki[4],
- kolekcjonerskich:
  - 500-złotówki Mistrzostwa Europy w piłce nożnej 1988 (1987)[5][6],
- próbnych kolekcjonerskich:
  - 100-złotówki Ochrona środowiska niedźwiedzie (1983)[7][8],
  - 200-złotówki Mistrzostwa świata w piłce nożnej Meksyk '86 (1985)[9][10],
  - 200-złotówki Igrzyska XXIV olimpiady (1987)[9][11],
  - 1000-złotówki Narodowy czyn pomocy szkole (1986)[12][13], oraz
- próbnych technologicznych:
  - 10 złotych 1984[14],
  - 20 złotych 1984[15].

Jego monety są sygnowane monogramem TT.